# Benzylpiperazine
Benzylpiperazine of BZP is een piperazine derivaat dat populair is geworden als drug vanwege zijn euforische en stimulerende eigenschappen. Van 2000-2005 werden 'Party Pillen' verkocht die benzylpiperazine bevatten. De potentie van benzylpiperazine is grofweg 10 keer lager dan die van d-amfetamine.

## Farmacodynamiek
In vitro is waargenomen dat benzylpiperazine de secretie van noradrenaline in het perifere- en centrale zenuwstelsel teweegbrengt. In ratten zorgt chronisch gebruik ook voor het vrijkomen van serotonine in de hippocampus. Tevens zorgt benzylpiperazine voor een toename van dopamine in de nucleus accumbens.